# Aymaresmus brunnior
Aymaresmus brunnior är en mångfotingart som beskrevs av Chamberlin 1941. Aymaresmus brunnior ingår i släktet Aymaresmus och familjen Platyrhacidae. Inga underarter finns listade i Catalogue of Life.